# Stuarts breedvoetbuidelmuis
Stuarts of bruine breedvoetbuidelmuis (Antechinus stuartii) is een roofbuideldier uit het geslacht van de breedvoetbuidelmuizen. De wetenschappelijke naam van de soort werd voor het eerst geldig gepubliceerd door William Sharp Macleay in 1841.

## Kenmerken
Stuarts breedvoetbuidelmuis lijkt zeer sterk op drie andere Oost-Australische soorten (Antechinus agilis, Antechinus adustus en Antechinus subtropicus), die alle drie eerder ook tot A. stuartii zijn gerekend. De bovenkant is chocoladebruin, de onderkant wat lichter. Ook de voeten zijn lichtbruin. De kop-romplengte bedraagt 93 tot 130 mm, de staartlengte 92 tot 120 mm en het gewicht 18 tot 60 g. Vrouwtjes hebben 6 tot 10 mammae.

## Leefwijze
Deze soort is voornamelijk 's nachts actief en brengt veel van zijn tijd in bomen door. Hij eet ongewervelden en bouwt grote gemeenschappelijke nesten van droge bladeren in boomholtes. Na een paartijd van twee weken, die varieert van midden augustus in het zuiden tot eind september in het noorden, sterven alle mannetjes.

## Voorkomen
De soort komt voor ten oosten van de Great Dividing Range in Australië van Zuidoost-Queensland tot Zuidoost-New South Wales. Het dier komt voor in allerlei natte habitats.
Antechinus adustus · Antechinus agilis · Antechinus argentus · Antechinus arktos · Antechinus bellus · Geelvoetbuidelmuis (Antechinus flavipes) · Antechinus godmani · Antechinus leo · Antechinus mimetes · Antechinus minimus · Antechinus mysticus · Stuarts breedvoetbuidelmuis (Antechinus stuartii) · Antechinus subtropicus · Antechinus swainsonii · Antechinus vandycki